# Корабльов Микола Миколайович
Мико́ла Микола́йович Корабльо́в (21 серпня 1947, радгосп «Мормоль», тепер Жлобинського району Гомельської області, Білорусь) — радянський діяч, голова контрольно-ревізійної комісії Ленінградської обласної партійної організації. Член Центральної контрольної комісії КПРС у 1990—1991 роках. Член Бюро Президії Центральної контрольної комісії КПРС з жовтня 1990 до серпня 1991 року, член Президії Центральної контрольної комісії КПРС з 22 квітня до серпня 1991 року.

## Життєпис
Народився в родині військовослужбовця.
У 1965—1966 роках — електрослюсар Новгородського заводу гаражного обладнання.
У 1966—1971 роках — токар, слюсар, інженер-планувальник, у 1971—1972 роках — секретар комітету комсомолу Ново-Адміралтейського заводу міста Ленінграда.
Член КПРС з 1969 року.
У 1972—1973 роках — заступник секретаря комітету комсомолу Ленінградського Адміралтейського об'єднання.
У 1973 році закінчив Ленінградський кораблебудівний інститут.
З 1973 по 1974 рік служив у Радянській армії.
У 1974—1975 роках — старший майстер, інженер-конструктор Ленінградського Адміралтейського об'єднання.
У 1975—1976 роках — інструктор Октябрського районного комітету КПРС міста Ленінграда.
У 1976—1985 роках — інструктор, заступник завідувача відділу оборонної промисловості Ленінградського обласного комітету КПРС.
У 1985—1987 роках — завідувач відділу оборонної промисловості Ленінградського обласного комітету КПРС.
У 1987—1990 роках — 1-й секретар Василеостровського районного комітету КПРС міста Ленінграда.
У квітні 1990—1991 роках — голова контрольно-ревізійної комісії Ленінградської обласної партійної організації.
10 жовтня 1990 — серпень 1991 року — член Бюро Президії Центральної контрольної комісії КПРС.

## Нагороди та відзнаки
- орден Трудового Червоного Прапора
- орден «Знак Пошани»
- медалі
- Премія Ради Міністрів СРСР